# Arroyo del Tala (Río Daymán, Paysandú)
El arroyo del Tala es un curso de agua uruguayo que atraviesa el departamento de  Paysandú perteneciente a la cuenca hidrográfica del Río de la Plata.
Nace en la Cuchilla del Arbolito y desemboca en el río Daymán.